# Mirela Bareš
Mirela Bareš (ur. 11 czerwca 1982) – chorwacka siatkarka, gra jako libero. W trakcie swojej kariery występowała w klubie ŽOK Željezničar, a później reprezentowała barwy ŽOK Cestorad. Ma 170 cm wzrostu, waży 60 kg, a jej zasięg w ataku wynosi 280 cm, natomiast w bloku 270 cm. Bareš rozegrała pięć oficjalnych spotkań w reprezentacji Chorwacji, w tym brała udział w Mistrzostwach Świata w Piłce Siatkowej Kobiet w 2010 roku organizowanych przez FIVB..